# Robert Cummings
Robert Cummings (ur. 9 czerwca 1908 (później swój jako rok urodzenia podawał 1910) w Joplin, zm. 2 grudnia 1990) – amerykański aktor filmowy i telewizyjny.

## Filmografia
seriale
- 1948: Studio One jako Sędzia przysięgły nr. 8
- 1955: The Bob Cummings Show jako Bob Collins / Dziadek Josh Collins
- 1965: Green Acres jako Mort Warner
- 1977: Statek miłości jako Eliott Smith

film
- 1917: Betsy Ross jako Joel Radley
- 1936: Border Flight jako Porucznik Bob Dixon
- 1938: College Swing jako Zapowiadający w radiu
- 1941: Diabeł i pani Jones jako Joe O’Brien
- 1942: Sabotaż jako Barry Kane
- 1946: The Bride Wore Boots jako Jeff Warren
- 1966: Ringo Kid jako Henry Gatewood
- 1973: Partners in Crime jako Ralph Elsworth

## Nagrody i nominacje
Został uhonorowany nagrodą Emmy, a także czterokrotnie otrzymał nominację do nagrody Emmy. Posiada swoją gwiazdę na Hollywoodzkiej Alei Gwiazd.